# Sindaci di Savoca
Lista dei sindaci di Savoca.

## Elenco completo dei Sindaci dal 1812 a oggi

### Sindaci durante il Regno di Sicilia
| Periodo   | Primo cittadino          | Carica                               |
| --------- | ------------------------ | ------------------------------------ |
| 1808-1812 | Giuseppe Coglitore       | Regio Segreto                        |
| 1812-1815 | dott. Domenico Scarcella | Sindaco, Regio Capitano di Giustizia |
| 1812-1813 | Giuseppe Coglitore       | Giurato                              |
| 1815-1816 | avv. Onofrio Prestipino  | Regio Capitano di Giustizia          |

### Sindaci durante il Regno delle Due Sicilie (1818-1848)
| Periodo     | Primo cittadino          | Carica                                |
| ----------- | ------------------------ | ------------------------------------- |
| 1818-1820   | dott. Domenico Scarcella | Sindaco                               |
| 1820-1821   | notar Luigi Trischitta   | Facente funzioni di Sindaco           |
| III-IV 1821 | notar Ludovico Nicòtina  | Sindaco                               |
| 1821-1823   | dott. Domenico Scarcella | Sindaco (reintegrato nella carica)    |
| 1823-1825   | Giovanni Toscano         | Sindaco                               |
| 1825-1827   | Carmelo Fleres           | Sindaco                               |
| 1828-1830   | Carmine Nicòtina         | Sindaco                               |
| 1830-1831   | avv. Vincenzo Prestipino | Sindaco                               |
| 1831-1832   | Giovanni Toscano         | Sindaco                               |
| 1832-1834   | avv. Onofrio Prestipino  | Sindaco                               |
| 1834-1840   | Domenico Nicòtina        | Sindaco                               |
| 1840-1842   | avv. Onofrio Prestipino  | Sindaco                               |
| 1842-1845   | dott. Nunzio Crisafulli  | Secondo Eletto per Sindaco in congedo |
| I-IX 1846   | avv. Onofrio Prestipino  | Sindaco                               |
| X-XI 1846   | notar Vincenzo Salvadore | Facente funzioni di Sindaco           |
| 1846-1847   | avv. Onofrio Prestipino  | Sindaco                               |
| 1847-1848   | notar Luigi Trischitta   | Sindaco                               |

### Sindaci durante il Regno di Sicilia (1848-1849)
| Periodo     | Primo cittadino                | Carica                   |
| ----------- | ------------------------------ | ------------------------ |
| III-VI 1848 | notar Luigi Trischitta         | Sindaco                  |
| VI-X 1848   | dott. Vincenzo Toscano         | Presidente del Municipio |
| X-XII 1848  | Giuseppe Caminiti              | Presidente del Municipio |
| I-III 1849  | avv. Giuseppe Nicolò Trimarchi | Presidente del Municipio |

### Sindaci durante il Regno delle Due Sicilie (1849-1861)
| Periodo   | Primo cittadino                | Carica  |
| --------- | ------------------------------ | ------- |
| 1849-1850 | notar Luigi Trischitta         | Sindaco |
| 1850-1855 | avv. Giuseppe Nicolò Trimarchi | Sindaco |
| 1855-1861 | notar Ludovico Nicòtina        | Sindaco |

### Sindaci durante il Regno d'Italia (1861-1928)
| Periodo    | Primo cittadino                | Carica                  | Partito                    |
| ---------- | ------------------------------ | ----------------------- | -------------------------- |
| 1861-1865  | notar Ludovico Nicòtina        | Sindaco                 |                            |
| 1865-1867  | avv. Giuseppe Nicolò Trimarchi | Sindaco                 |                            |
| 1867-1875  | notar Ludovico Nicòtina        | Sindaco                 |                            |
| 1875-1878  | avv. Giuseppe Nicolò Trimarchi | Sindaco                 |                            |
| 1878-1881  | Giuseppe Nicòtina              | Sindaco                 |                            |
| 1881-1913  | cav. Onofrio Prestipino        | Sindaco                 |                            |
| 1913-1924  | Vincenzo Prestipino            | Sindaco                 |                            |
| 1924-1926  | Felice Cacòpardo               | Podestà                 | Partito Nazionale Fascista |
| 1926-1928  | Francesco Tommaso Catalfamo    | Commissario prefettizio |                            |
| II-XI 1928 | prof. Salvatore Fazio          | Podestà                 | Partito Nazionale Fascista |

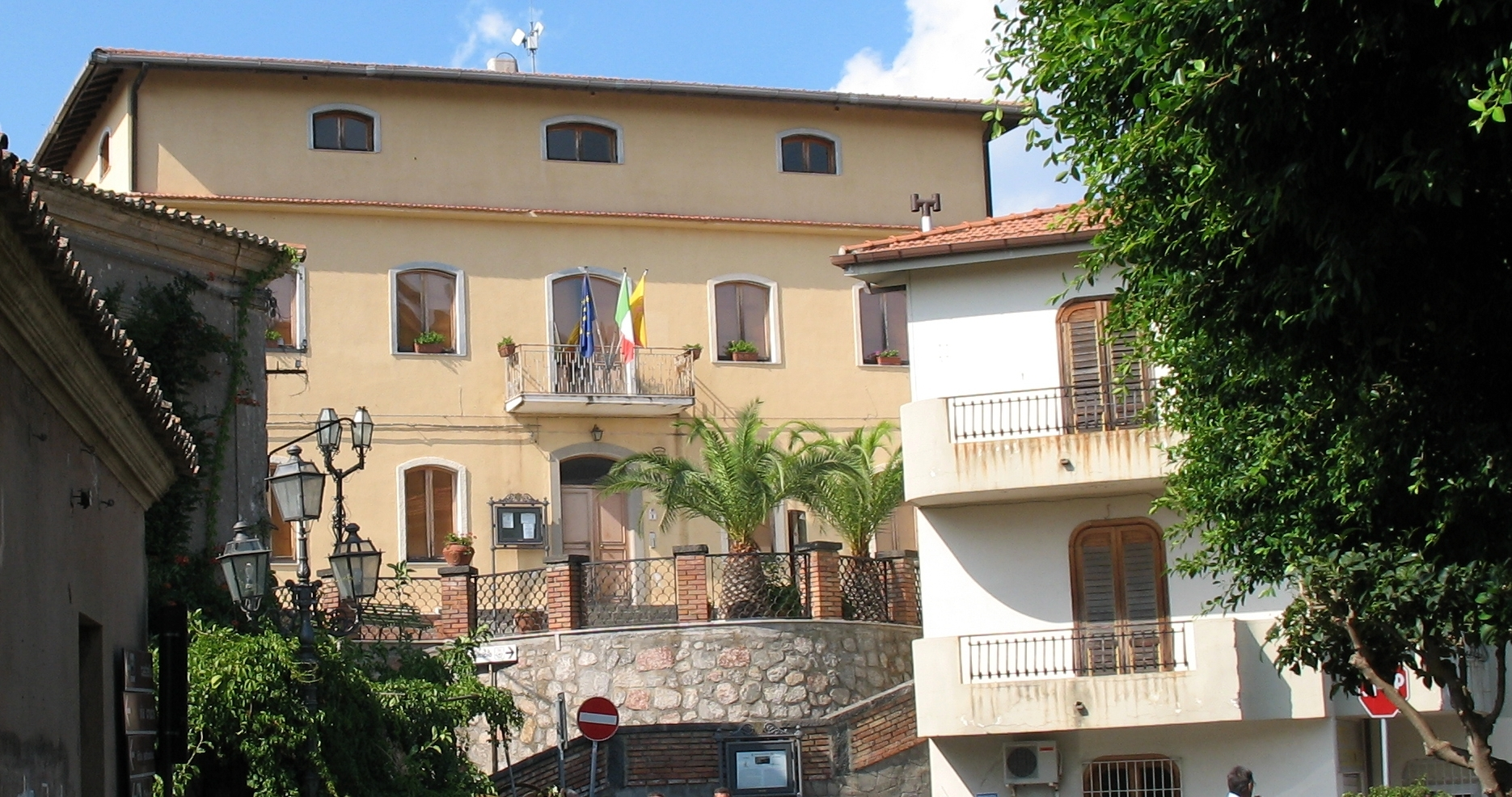
Il Palazzo Municipale di Savoca, edificato nel 1927 sul sito un tempo occupato dal quattrocentesco Convento dei Domenicani

Tra il 1928 e il 1948 il comune di Savoca risulta soppresso e aggregato a quello di Santa Teresa di Riva.

### Sindaci durante la Repubblica (1948-oggi)
Il Comune di Savoca venne ripristinato dalla Regione Siciliana con legge regionale n. 11 del 7 giugno 1948.
| Periodo        | Primo cittadino                | Carica                              | Partito                   |
| -------------- | ------------------------------ | ----------------------------------- | ------------------------- |
| 1948-1949      | dott. Francesco Principato     | Commissario straordinario           | --                        |
| 1949-1958      | geom. Paolo Cacòpardo          | Sindaco                             | Partito Liberale Italiano |
| 1958-1965      | dott. Nicolò Calì              | Sindaco                             | Partito Liberale Italiano |
| 1965-1966      | Francesco Cacciòla             | Sindaco                             |                           |
| 1966-1970      | prof. Santi Muscolino          | Sindaco                             | Democrazia Cristiana      |
| 1970-1972      | Carmelo Trimarchi              | Sindaco                             |                           |
| 1972-1992      | dott. prof. Giovanni Trimarchi | Sindaco                             | Democrazia Cristiana      |
| 1992-2002      | dott. Paolo Onofrio Trimarchi  | Sindaco                             | Partito Popolare Italiano |
| 2002-2012      | dott. Antonino Bartolotta      | Sindaco                             | Partito Democratico       |
| 2012-2014      | dott. Paolo Onofrio Trimarchi  | Sindaco                             | Partito Democratico       |
| 2014-2015      | dott.ssa Rossana Carrubba      | Commissario straordinario regionale | --                        |
| 2015-2020      | dott. Antonino Bartolotta      | Sindaco                             | Partito Democratico       |
| 2020-in carica | arch. Massimo Stracuzzi        | Sindaco                             | Vivi Savoca               |